# Kufi

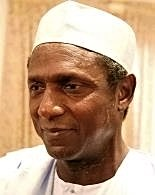
Il presidente della Nigeria Umaru Yar'Adua che indossa un Kufi.

Un kufi è un berretto corto e arrotondato, indossato da uomini di molte popolazioni del Nord Africa, Africa orientale, Africa occidentale e Asia meridionale. È anche indossato dagli uomini in tutta la diaspora africana. È anche comunemente chiamato "topi" o "tupi" nel subcontinente indiano.